# Goshi
Goşşi o Goshi (en griego: Γκοσιη; en turco: 'Goşşi' o 'Üçşehitler') es una villa chipriota abandonada ubicada en el distrito de Lárnaca, Chipre, a unos 15 km al NO de la ciudad de Larnaca y a unos 3 km al sudeste de Lympia.
Goshi fue originalmente habitada por turcochipritoas, quienes fueron desplazados durante la invasión turca a la isla en julio y agosto de 1974. La mayoría de ellos fueron reubicados en Exometochi (turco: Düzova).
En el año de la independencia de Chipre, la villa tenía 167 habitantes, todos turcochipriotas. En 1973, su número había ascendido a 244 turcochipriotas.
El 14 de agosto de 1974, se produjo en el lugar un incidente en el cual fallecieron tres soldados austríacos integrantes de la Fuerza de las Naciones Unidas para el Mantenimiento de la Paz en Chipre.
Actualmente se ubica en el lugar instalaciones de la Guardia Nacional Chopriota.